# Marcel Guieysse
Pour les personnes ayant le même patronyme, voir Guieysse.
Marcel Guieysse, né le 21 août 1881 à Caudan (Morbihan) et mort le 8 février 1967, est un nationaliste breton.

## Biographie
Il est le fils de Pierre-Paul Guieysse, ministre des Colonies de 1895 à 1896, député radical et républicain du Morbihan, sous-préfet de Sarlat puis de Vire de 1905 à 1911.
Il se présente sans succès aux élections législatives de 1914 dans la circonscription de Lorient, face à Louis Nail qui y avait battu son père quelques années plus tôt.
En 1925, il est le président de l'association Kengarantez-Vreiz. En 1936, membre éminent du Parti national breton, il publie : La Langue bretonne. Il participe à l'établissement du Comité national breton à Pontivy début juillet 1940. Proche de Olier Mordrel, il est président de la section du Parti national breton du Morbihan en octobre 1940. Le 10 décembre 1943, du fait de ses positions pro-allemandes et pro Bezenn Perrot (alignées sur Mordrel et Lainé), il est remplacé à ce poste par Noel le Nestour, par décision du Président du PNB R.Delaporte. Il fuit avec l'organisation Bezen Perrot, en 1944, avec sa fille Denise, à la Libération de Rennes. Il sera capturé et jugé en procès en 1946. Il assume la totalité de l'action des nationalistes bretons durant la guerre. Aveugle, il est condamné à cinq années de réclusion.

## Publications
- Bretons et protestants, Éd. de la Cause, Neuilly, 1925
- La langue bretonne, Méhat, Hennebont, 1925
- La langue bretonne : ce qu'elle fut, ce qu'elle est, ce qui se fait pour elle et contre elle, Quimper, Nouvelles Éditions bretonnes, 1936. Appendices : Les chaires de celtique en 1905 et 1935. Liste des Conseils généraux et municipaux des sociétés savantes et groupements divers ayant émis un vœu en faveur de l'enseignement de la langue bretonne http://bibliotheque.idbe-bzh.org/data/cle_39/La_langue_Bretonne_.pdf

## Archives
- Certaines archives de Marcel Guieysse[4] ont été déposées à la Bibliothèque Yves-Le Gallo[5] du Centre de recherche bretonne et celtique (CRBC) de l'Université de Bretagne occidentale.